# シュラフタ

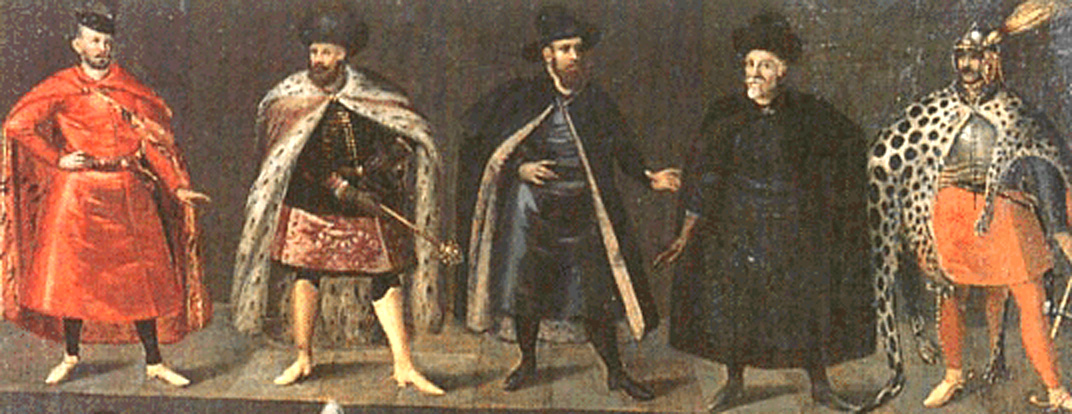
17世紀のシュラフタ。

シュラフタ、シラフタ、シュリャーフタ（ポーランド語: szlachta [ˈʂlaxta] ( 音声ファイル)；ルーシ語: шляхта）は、ポーランド王国で法的特権参政権を持つ社会階級、ないしそこに所属する「貴族」。のちにその資格がポーランド・リトアニア連合、ポーランド・リトアニア共和国、ポーランド立憲王国のポーランド、リトアニア、ルーシ（ウクライナ・ベラルーシ）の各地方に拡大した。
伝統的に、シュラフタ階級になれた者は地主であったとされ、19世紀末まで政治的そして法的特権を交渉により獲得し維持していた。各シュラフタは貧富の差や職業上の上下関係はあるものの、平等な政治的権利を持っていた。
ポーランド・リトアニア連合におけるシュラフタは、古代ローマにおいて寡頭支配を行ったローマ市民と類似する。シュラフタは社会階級ではなく、どちらかといえばヒンドゥー社会のカースト制度におけるクシャトリヤのような世襲身分だった。便宜的に「ポーランド貴族」と呼ばれることもある。
シュラフタは国会（セイム）と元老院（セナト）を構成し、国会議員から選出・信任され国王によって任命される、首相に相当する大法官、および大元帥に相当する王冠領大ヘトマン（大法官と王冠領大ヘトマンはしばしば兼任された）、そして大法官が率いる、内閣に相当する評議会、および王冠領大ヘトマンが率いる（軍備の大半は非常設の）国会軍を設けていた。この貴族共和政の議会制度によってシュラフタは時にポーランド国王兼リトアニア・ルーシ大公をもしのぐ権力を持ち、立憲君主制を基礎としてそれを改革改良、あるいは時に改革改良の是非をめぐる激しい政治闘争を展開しながら中世から近世にかけての東欧の政治・文化に置いて大きな影響力を与えた。1918年のポーランド第二共和国成立時にシュラフタの制度は廃止された。

## 身分と構成
ポーランド王国と国家連合を組んでいたリトアニア大公国の貴族の社会では、良きリトアニア人（リトアニア貴族）であることは良きポーランド人（シュラフタ）であることとまったく矛盾しなかった。（また、これについては平民階級でも同じことが言えた）。世界中の他のどの国にも見られないこのシュラフタという特殊な身分は、言語や一族の出身地や宗教や財産による違いを超越した一つの巨大で平等なコスモポリタン共同体の構成資格のことであり、それは現代の「国民」に取って代わるアイデンティティであった。そして、シュラフタの制度が存在した当時の考えでは、シュラフタであることはポーランド・リトアニア共和国の国民であることと同じ意味だった。その後1791年に成立したポーランド憲法はポーランドの住民すべてにシュラフタと同様の社会的権利を与えること（いわゆる「シュラフタ化」）により国民国家建設をその究極的な目的のひとつとした。これはポーランドの改革から1世紀ほど遅れて日本で行われた明治維新が、究極的には国民全体に士族と同様の社会的権利を付与することによる近代国家建設をもくろんだことと共通する。
シュラフタの数は西欧の貴族と比較すると多いため、時に日本の武士との対比で「士族」と訳されることもある。14世紀から続いたポーランド・リトアニア連合が発展して16世紀に成立したポーランド・リトアニア共和国では、ポーランド語を母語とする者の実に25%がシュラフタだったというが、同国はさまざまな言葉が飛び交う多民族多言語国家だったことを勘案すると、国全体におけるシュラフタの比率は10%ほどだったと推定できる。また、西欧貴族の多くが自らの荘園で労働者を雇う大地主だったのに対し、シュラフタの多くは自ら就労して俸禄を得ていた点でも日本の武士の姿と重なるものがある。また大貴族の当主たちの大半もセイム（国会）、セナト（元老院）、大法官（内閣）、省庁、宮廷、軍などで主要なポストを担い、文官あるいは武官として活躍していた。
シュラフタの内部構成は非常に多様で、母語や宗教はさまざまであった。民族的背景にはポーランド人、ルーシ人（現代におけるいわゆるベラルーシ人とウクライナ人）、リトアニア人、タタール人が最も多かったが、ハンガリー人、ラトビア人、モスクワ人（ロシア人）、ドイツ人、オランダ人、チェコ人、スウェーデン人、ユダヤ人などもいた。宗教的背景にはキリスト教徒が圧倒的には多く、イスラム教徒、シャーマニスト、無神論者もいた。しかし、シュラフタ身分取得の資格のあるユダヤ教徒はシュラフタとして登録されるためにキリスト教への改宗が条件とされた。16世紀に成立したブレスト合同でカトリック教徒と正教会信者との制度的平等が確保されてはいたが、シュラフタたちは時代が下るにつれて言語も文化もポーランド化し、さらに17世紀後半からは多くがカトリック教徒となっていった。ポーランド化やカトリックへの改宗が「制度として」強制されたわけではなかった。ユダヤ系の人々はシュラフタ身分を取得するのにカトリック教会を選択した。17世紀のコサック叛乱（フメリニツキーの乱）以後は、カトリックへ改宗しなければ不道徳であるとして周囲からひどく白眼視されるといったような社会的圧力が定着していった。ただしポーランド化については、シュラフタ身分の社会的たしなみとして常に望ましいことと認識されていた。

## 歴史

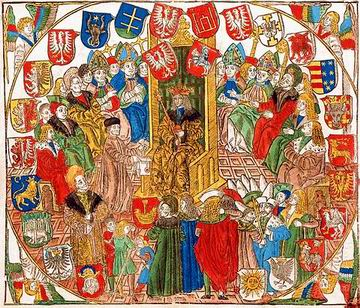
1506年当時のポーランド国王と元老院議員、そしてそれぞれの人物の紋章
（タルノフスキ家収蔵）
国王（兼リトアニア大公）は同年死去したアレクサンデル王

シュラフタの起源は、中世の西スラヴ人がキリスト教を受容する前から存在していたレフ人で、戦士階級とも考えられる。シュラフタ（Szlachta）という言葉は「高貴な家柄」を意味する中世ドイツ語のSlahta（現代ドイツ語のGeschlecht, Adelsgeschlechtに相当）という単語からの借用と言われるが、東方植民と北方十字軍でエルベ川を越えて東方に進んできた中世ドイツ人（東フランク王国あるいはその後の神聖ローマ帝国）との接触に刺激されたポーランド人たちが自分たちの統一国家を成立させる以前の時代、ポーランド（レフ人）部族社会では固定した身分制度、明確な「貴族」の概念がなかった。
後期、シュラフタの特徴的な感性は人種差別的になっていった。
11世紀に成立したポーランド王国では国内の分権傾向が強く、シュラフタ層が国王に対抗できる勢力を維持していた。カジミェシュ3世の時代に、不輸不入権（不輸の権および不入の権）に基づく土地所有と紋章という2つの要件を満たす騎士がシュラフタ身分に属すると正式に定められた。1386年にリトアニア大公ヨガイラがポーランド王ヴワディスワフ2世として即位し、ヤギェウォ朝のポーランド・リトアニア合同が成立すると、大公国の貴族もシュラフタとなった。
この時代までのシュラフタは「クリムゾン・シュラフタ（Karmazynska Szlachta、真紅のシュラフタ）」という特別な呼ばれ方をし、ポーランド社会において最も高貴で由緒正しきシュラフタの家柄とされる。分家や新規登録などにより、のちに貴族身分を得た中小シュラフタの家柄は「中シュラフタ」や「小シュラフタ」と呼ばれた。他国の貴族と同じように比較的大きな不動産を持ち、労働には直接従事しない者もいれば、ほとんど不動産を持たずに官僚や御家人などとして労働する者もいた。富裕層はマグナートと呼ばれた。そのうち特に一子相続により膨大な富を持つごく少数の「超」富裕層はオルディナトと呼ばれ、彼らは主に共和国の東南部や東北部に広大な領地を持っていた。しかし、先に述べた「クリムゾン・シュラフタ」の人々の大半はポーランド西部や南部に領地を持っていて、多くの場合その資産は中小規模であった。マグナートの家系の多くは、中小シュラフタから始まって世代ごとに富を蓄えていった比較的新興の富裕層（なかには神聖ローマ帝国に取り入って公爵の位を手に入れた、リトアニア大公国で最も裕福なシュラフタであるラジヴィウ公爵家のような例もあった）であったが、東方のキエフ・ルーシ公の直系子孫であるヴィシニョヴィエツキ家のように、外様ではあるものの由緒正しき家系もあった。まったく不動産を持たず、一般の労働者階級と同じような暮らしをしているシュラフタは「裸シュラフタ」と呼ばれた。しかし制度上では、民族出自や家系の由緒や財産の多寡にかかわらず、どのシュラフタも政治的に平等であった。東部では、ポーランド人やカトリックでない農民系シュラフタが主流であった。何十年にもわたる植民地ウクライナの平和維持に、貴族、ユダヤ人、コサック（正教徒）、ポーランド人やルーシ人貴族の間は特に緊張があった。
ポーランド語にはこのほかに「騎士の家柄」という意味のリツェシュ（Rycerz）や「紋章を持つ家柄」という意味のヘルプ（Herb、原義は「遺産」）という言葉があるが、これらもそれぞれ当時のドイツ語のRitter（騎士）とErbe（遺産）からの借用であるが、上の時代までのポーランドではシュラフタ、リツェシュ、ヘルプに明確な違いはなく、その場その場に応じて使い分けていた。
その後、国内の権力基盤が弱い国王に対して貴族勢力が多くの要求を呑ませ、シュラフタの影響力が強まった。リトアニアから招かれた外国人の王ヴワディスワフ2世とその子孫が好まれた理由の一つは、外様であるヤギェウォ朝の国内権力基盤が弱いことが、国内で強大な外戚閨閥を抱えるピャスト朝よりも好まれたためであった。新たな課税や立法の際には上院と下院の同意に基づくことを1505年の「ニヒル・ノヴィ」憲法が制度的に保障することとなり、その影響力はさらに強化された。1572年にヤギェウォ朝が断絶して選挙王制へ移行すると、シュラフタは王の選出権を持つ二院制のセイム（国会、Sejm）やセナト（元老院、Senat）を権力基盤として自らへの幅広い権利を認めさせた。そして国内の権力基盤の薄い王を外国から招く傾向が強まった。これにより、1569年から制度的に合邦したリトアニア大公国とポーランド王国はポーランド・リトアニア共和国（ジェチュポスポリタ、「共和国」）と称し、「シュラフタ民主主義」と呼ばれる体制が完成した。成人男性の約10％、100万人に当たるシュラフタが「共和国市民」としてほとんど全ての権利を享受する制限民主政であった。これは古代の共和政ローマに酷似した形態であった。古代共和政ローマの市民とシュラフタはほぼ同じものであった。多数を占める農民層の政治への直接参加は抑えられたが、成人男性に占める参政権をもつ人々の割合である約10%は同時代のヨーロッパの主要国のうちで共和国が最も大きく、これは古代共和政ローマとほぼ同じ状況であり、この状況は共和国が消滅した後の19世紀まで続いた。（例えば、近代で最も民主主義が進んでいたとされる1867年のイギリスにおいても参政権保有者は全国民のほんの3%にすぎなかった）。すなわちポーランド・リトアニア共和国では全世帯の半分程度（またポーランド王国では大半の世帯）が「ポーランド貴族」すなわち古代ローマ市民と酷似した「市民階級」であったと考えられる。このように、シュラフタ民主主義は制限民主政でありながら、かならずしも「少数者による支配」というわけではなかった。中央政府ではセイムの力が強く、元首である王の権力は弱かった。ただしセイムでは全会一致原則が採用されていたために、実際は中央政府よりも、各地の有力者を中心とする地方政府の権力が強まっていった。すなわち議会制民主主義と地方分権の組み合わせであった。
やがて、シュラフタの中でも大きな領土を持つ30から40の家系がマグナートとして国政を主導し、中小のシュラフタはその影響下に入る寡頭政の傾向が進んだ。政党の結成は法律により禁止されていたものの、政治的イデオロギーにより主に4つの大派閥に分かれているのが常であった。まず、自由放任主義の拡大に異議を唱え、国会（セイム）主導による中央政府の権限拡大と国民的責務の明文化（議会制民主主義と中央集権の組み合わせ）を図る改革派、自由放任主義の拡大を標榜し、中央政府の権限縮小および地方分権と個人の自由の拡大（議会制民主主義と地方分権の組み合わせ）を目指す守旧派の2つに分かれていた。改革派、守旧派はそれぞれ穏健派と急進派に分かれていた。そのうち、18世紀になり最も力をつけたのが穏健改革派と急進守旧派の2つであり、18世紀後半になると、前者はミハウ・フリデリク・チャルトリスキやアウグスト・アレクサンデル・チャルトリスキを中心に「ファミリア」（Familia）、後者は帝政ロシアの将軍ニコライ・レプニンの協力を得たカロル・スタニスワフ・"親愛なる旦那様"・ラジヴィウを中心に「ラドム連盟」（Konfederacja radomska）という疑似政党を結成し、互いに激しく対立した。5月3日憲法の時代になると両者の流れはそれぞれ「愛国党」、「タルゴヴィツァ連盟」へと変貌していく。
17世紀以降に激化した外国勢力の進入は、18世紀後半になってポーランド・リトアニア共和国の生存を脅かすようになった。1772年の第1次ポーランド・リトアニア共和国分割後、シュラフタ（マグナート）達は国王スタニスワフ・アウグスト・ポニャトフスキへの権限強化を認め、1791年には信教の自由（キリスト教の棄教は違法とされたが、一方で異教からキリスト教への改宗も強制をしてはならない、個人がどの宗教や宗派に属しているかは国民の条件とは無関係、というもの）も含めて、シュラフタも平民も含めた全国民の基本的人権（農民の選挙権付与だけは棚上げし、世界初の教育省を作って当面は国民の基礎教育を優先）を幅広く認めた成文憲法である5月3日憲法を成立させた。フランス革命と前後して行われ、ジャン・ジャック・ルソー、エドマンド・バーク、トマス・ペインなども絶賛したポーランドの近代民主主義改革は、君主と貴族と一般国民の全階層が一体になって立憲君主制の成文法による確立を目指した漸進的な国民改革であり、それ自体には特定の階層を社会から排除したり国内外の債務を踏み倒したりといった、いわゆる革命の要素は一切なかった。しかし、ロシア・プロイセン・オーストリアなどの周辺各国においては、ポーランドの大改革の事例はそれぞれの国内の政府に対する国民の不満を煽ることになり、権力者の側に革命に対する恐怖感を植え付けることとなった。ロシアやプロイセンはポーランドの民主改革を「革命」であると決めつけた。自分たちの既得権や命を失うことを恐れたこのロシア・オーストリア・プロイセンの支配階層は、1795年の第3次ポーランド分割を行った。これによりポーランド王国とポーランド・リトアニア共和国は滅亡した。
その後のナポレオン戦争でワルシャワ公国が復活し、セイムも再開されたが短命に終わり、旧ポーランド領の多くは1815年成立のポーランド立憲王国を通じてロシア帝国の支配下に入った。ロシアはポーランドの自治権を限定的にしか認めず、1830年に発生したシュラフタの大蜂起を鎮圧すると、セイムも廃止した。シュラフタは政治的権力をほとんど失い、多くがシベリアへ流刑になるか、アメリカへ大挙して亡命した。この時代のアメリカ亡命をとくに「大亡命」と呼ぶ。一部の現実主義者は立憲王国や帝国の官僚として支配体制に参加し、あるいは農民や小農園の領主としてロシア支配に服属した。1848年にも蜂起が発生し、さらに1863年には旧ポーランド・リトアニア共和国全域で現実主義者も含めたほとんどのシュラフタが参加した大蜂起が発生したが、これを鎮圧したロシアは、より多くのシュラフタを排除して苛烈な専制支配を行なった。以後、シュラフタたちの間ではロシアに直接抗する政治活動よりも、今は経済発展に力を入れるべきだという社会運動「有機的労働」が有力となり、彼らの多くは経済人として近代工業化を行なった。
第一次世界大戦後の1918年、ポーランドが共和国（第二共和国）として独立を回復すると、新政府は憲法でシュラフタなどの身分制を廃止し、法的にはこれでシュラフタの存在が解消された。旧シュラフタ層の農地支配は継続したが、第二次世界大戦でナチス・ドイツがポーランド全土を占領して強圧的な統治を強行し、さらに戦後成立したポーランド人民共和国（ポーランド統一労働者党による社会主義政権）が農地改革を実施した結果、社会階層としてもシュラフタは消滅した。ソビエト連邦がカティンの森で虐殺したポーランド軍将校たちはその大半が元シュラフタの家の出身者で、共産主義の最大の敵とみなされていた。ドイツ人もロシア人も、立憲民主主義思想の源泉であったシュラフタ文化を地上から根こそぎ抹殺することを長年の目的としていた。しかし、第二次世界大戦を経てポーランドが共産主義陣営に組み込まれた後でも、その貴族的文化はポーランド社会に影響を及ぼしているという指摘がある。シュラフタのインテリ意識は、人民共和国時代にはアネクドートを用いて（粗野な労働者や農民の階級出身の人々が多かった）統一労働者党幹部の無教養を痛烈に皮肉った。周囲の国々と異なり警察国家としての色彩が弱かった人民共和国は、その後期になるとテクノクラート上層部では教養あるシュラフタの家系の出身者が多く見られるようになる。人民共和国最後の指導者であり1989年の東欧革命で資本主義体制とともに旧称が復活した新生ポーランド共和国初の大統領となったヴォイチェフ・ヤルゼルスキもまた、第二次世界大戦までポーランド東部の小地主であった旧シュラフタの家の出身で、民主化初の首相に就任したタデウシュ・マゾヴィエツキはマゾフシェ公を祖とする非常に高貴な家の出である。前大統領のレフ・カチンスキは北部の小シュラフタの家の出で、現大統領のブロニスワフ・コモロフスキは数世紀前にリトアニアからポーランドへ移封により移ってきた中規模シュラフタの伯爵家の出身であり、外相のラドスワフ・シコルスキはポーランドからロシアにかけて多数の分家が広がるシュラフタの家系（ロシアではシコルスキーと発音）出身である。現首相のドナルド・トゥスクは北部の職人の家系の出であり、シュラフタではない。また、欧州連合（EU）の欧州議会議長で元首相のイェジ・ブゼクもシュラフタではなく、ポーランド南部で代々著名な学者や政治家を輩出している平民の家系の出である。元大統領のレフ・ヴァウェンサ（レフ・ワレサ）も平民階級の家系の出である。ポーランド人民共和国でもポーランド共和国でも国会（下院）に、シュラフタ時代の国会同様の「セイム（議会）」の名称が使用されている。また、1989年に復活した国会上院にはシュラフタ時代の元老院同様の「セナト（元老院）」の名称が復活した。

## シュラフタの家柄の人々
ここでは、ポーランドおよび世界の現代史に登場する、旧シュラフタの家柄の人々を挙げる。
- ヴォイチェフ・ヤルゼルスキ - ポーランド人民共和国旧統一労働者党元第一書記、新生ポーランド共和国初代大統領
- ブロニスワフ・コモロフスキ - ポーランド共和国前大統領
- ズビグニュー・ブレジンスキー - アメリカ合衆国元国家安全保障担当補佐官
- ユゼフ・ピウスツキ - ポーランド第二共和国初代国家元首
- フェリクス・ジェルジンスキー - ソヴィエト連邦の設立メンバーの一人で、秘密警察の創立者。旧制中学（リセ）でのピウスツキの後輩。
- マリ・キュリー - ノーベル物理学賞・ノーベル化学賞受賞者